# Tipula (Platytipula) sparsiseta
Tipula (Platytipula) sparsiseta is een tweevleugelige uit de familie langpootmuggen (Tipulidae). De soort komt voor in het Palearctisch en Oriëntaals gebied.